# International Journal of Computers, Communications & Control
International Journal of Computers, Communications & Control (IJCCC) este o revistă de știința calculatoarelor și sisteme informatice  publicată în limba engleză de către Universitatea Agora, ISSN 1841-9836, E-ISSN 1841-9844 .
Revista a fost fondată în anul 2006 de către Ioan Dzițac (editor șef adj.), Florin Gheorghe Filip (editor șef) și Misu-Jan Manolescu (managing editor) .
Incepând cu nr.1 din 2007 IJCCC este indexată/cotată ISI de către Thomson Reuters/Scientific  Arhivat în 21 decembrie 2008, la Wayback Machine.  și  este listată  în  categoria A de către CNCSIS (v. Reviste CNCSIS de categoria A Arhivat în 17 ianuarie 2009, la Wayback Machine.).
Articolele publicate în IJCCC se pot citi gratuit aici .